# Parque nacional de Jigme Singye Wangchuck
El Parque nacional de Jigme Singye Wangchuck (antes Parque nacional de las Montañas Negras) es un área protegida en el país asiático de Bután cubre un área de 1.730 kilómetros cuadrados (670 millas cuadradas) en el centro de esa nación. El Parque ocupa la mayor parte del distrito de Trongsa, así como partes de los distritos de Sarpang, Tsirang, Wangdue Phodrang y Zhemgang. Jigme Singye colinda con el Real parque nacional de Manas, al sureste. A lo largo de la frontera del Parque desde el norte hasta el sureste se encuentran varias carreteras de Bután. También se conecta a través de "corredores biológicos" a otros parques nacionales en el norte, oriente, centro y sur de Bután.